# Briquemont
Briquemont est un village faisant partie de la ville belge de Rochefort situé en Région wallonne dans la province de Namur. Il fait partie de l'ancienne commune de Mont-Gauthier qui est depuis 1977 une section de la commune et ville de Rochefort.

## Situation
Ce petit village de Famenne se situe principalement sur la rive droite et le versant nord-ouest du Vachaux, un ruisseau affluent de la Lesse, entre les villages de Frandeux situé en amont et Jamblinne situé en aval. La ville de Rochefort se trouve à environ 8 km à l'est.

## Patrimoine
La chapelle dédiée à saint Nicolas est plus connue sous le nom de chapelle Reine-Astrid. Elle date de 1770, possède une nef de deux travées et un clocheton carré. Trois dalles funéraires y sont répertoriées. La chapelle est reprise sur la liste du patrimoine immobilier classé de Rochefort depuis 1982. Cet édifice situé sur une hauteur en rive gauche du Vachaux a été transformé en mémorial de la reine Astrid. La chapelle avoisine la ferme de Briquemont.

## Loisirs et tourisme
Briquemont possède des chambres d'hôtes et des gîtes ruraux.